# Povegliano
Povegliano (velenceiül Pojan) település Olaszországban, Veneto régióban, Treviso megyében. Lakosainak száma 5081 fő (2023. január 1.). Povegliano Arcade, Giavera del Montello, Ponzano Veneto, Villorba és Volpago del Montello községekkel határos.

## Népesség
A település népességének változása:
| Lakosok száma | 5211 | 5243 | 5081 |
|               | 2017 | 2018 | 2023 |